# 69 Love Songs
69 Love Songs ist das sechste Studioalbum der US-amerikanischen Band The Magnetic Fields und erschien im September 1999 über das Independent-Label Merge Records. Das dreiteilige Konzeptalbum umfasst 69 titelgebende Liebeslieder und vereint zahlreiche musikalische Einflüsse und Stile.

## Hintergrund
69 Love Songs ist das erste Konzeptalbum von The Magnetic Fields und sollte ursprünglich über 100 Liebeslieder enthalten, Songwriter Merritt beließ es nach Einwänden der Plattenfirma jedoch bei 69, wobei die sexuelle Konnotation der Zahl 69 bewusst gewählt ist. Die Reihenfolge der Songs ist an das Alphabet angelehnt,  beginnend mit A („Absolutely Cuckoo“) und abschließend mit XY („Xylophone Track“) und Z („Zebra“).
Auf dem Album spielt der Multiinstrumentalist Merritt eine Bandbreite an verschiedenen Musikinstrumenten:
Ukulele, Bariton Ukulele, E-Gitarre, Akustikgitarre, Lap-Steel-Gitarre, Zwölfsaitige Gitarre, Bass, Mandoline, Autoharp, Marxophone, Ukelin, Tremoloa, Violin Uke, Sitar, Zither, Violine, Singende Säge, Analogsynthesizer (u. a. Roland TB-303), Synclavier, Piano, Harmonium, Wurlitzer, Elektronische Orgel, Keyboard, Drumcomputer, Vocoder, Omnichord, Blockflöte, Okarina, Tin Whistle, Blaswandler, Melodica, Jug, Marimbula, Xylophon, Kalimba, Schlagzeug, Becken, Regenmacher, Glockenspiel, Maracas, Conga, Bongos, Triangel, Glocke, Tamburin, Waschbrett, Steel Pan, Shaker, Zimbel, Pfeife, Glockenstab, Bodypercussion, Donnerblech, Cabasa, Kuhglocke und Gong.
Neben den Bandmitgliedern Sam Davoll, Claudia Gonson und John Woo arbeitete Merritt noch mit einigen Studiomusikern zusammen.
Der homosexuelle Singer-Songwriter Merritt thematisiert Liebe in den 69 Liebesliedern sowohl aus einer homo- als auch aus einer heterosexuellen Perspektive, und aus wechselnden erzählerischen Blickwinkeln, beispielsweise aus der Sicht eines Matrosen und eines Fernfahrers.
In den einzelnen Songs verarbeitet er Inspirationen aus unterschiedlichen musikalischen Richtungen, darunter Jazz („Love is Like Jazz“), Weltmusik („World Love“), Folk („Wi’ Nae Wee Bairn Ye’ll Me Beget“), Ballade („The Book of Love“), Gospel („Kiss Me Like You Mean It“), Country („A Chicken With Its Head Cut Off“), Electronica („Fido, Your Leash Is Too Long“) sowie Punk („Punk Love“), Reggae („It’s a Crime“) und Minimal Music („Experimental Music Love“).
Das knapp dreistündige Konzeptalbum erschien zunächst auf drei CDs, im Jahre 2010 veröffentlichte Merge Records 69 Love Songs erstmals auf sechs 10″-Langspielplatten.
Einige Songs wurden von anderen Musikern gecovert. Von The Book of Love nahm Peter Gabriel 2004 eine orchestrale Coverversion für den Soundtrack des Films Darf ich bitten? auf. Seine Version wurde 2010 auf dem Album Scratch My Back veröffentlicht.
Bright Eyes und The Magic Numbers coverten den Song Papa Was a Rodeo, Tracey Thorn Yeah! Oh, Yeah!.

## Titelliste
Alle Songs stammen aus der Feder von Stephin Merritt.
| Volume 1 1. Absolutely Cuckoo – 1:34 2. I Don’t Believe in the Sun – 4:16 3. All My Little Words – 2:46 4. A Chicken With Its Head Cut Off – 2:41 5. Reno Dakota – 1:05 6. I Don’t Want to Get Over You – 2:22 7. Come Back from San Francisco – 2:48 8. The Luckiest Guy on the Lower East Side – 3:43 9. Let’s Pretend We’re Bunny Rabbits – 2:25 10. The Cactus Where Your Heart Should Be – 1:11 11. I Think I Need a New Heart – 2:32 12. The Book of Love – 2:42 13. Fido, Your Leash Is Too Long – 2:33 14. How Fucking Romantic – 0:58 15. The One You Really Love – 2:53 16. Punk Love – 0:58 17. Parades Go By – 2:56 18. Boa Constrictor – 0:58 19. A Pretty Girl Is Like... – 1:50 20. My Sentimental Melody – 3:07 21. Nothing Matters When We’re Dancing – 2:27 22. Sweet-Lovin’ Man – 4:59 23. The Things We Did and Didn’t Do – 2:11 | Volume 2 1. Roses – 0:27 2. Love Is Like Jazz – 2:56 3. When My Boy Walks Down the Street – 2:38 4. Time Enough for Rocking When We’re Old – 2:03 5. Very Funny – 1:26 6. Grand Canyon – 2:28 7. No One Will Ever Love You – 3:14 8. If You Don’t Cry – 3:07 9. You’re My Only Home – 2:17 10. (Crazy for You But) Not That Crazy – 2:18 11. My Only Friend – 2:01 12. Promises of Eternity – 3:46 13. World Love – 3:07 14. Washington, D.C. – 1:53 15. Long-Forgotten Fairytale – 3:37 16. Kiss Me Like You Mean It – 2:01 17. Papa Was a Rodeo – 5:01 18. Epitaph for My Heart – 2:50 19. Asleep and Dreaming – 1:53 20. The Sun Goes Down and the World Goes Dancing – 2:46 21. The Way You Say Good-Night – 2:44 22. Abigail, Belle Of Kilronan – 2:00 23. I Shatter – 3:09 | Volume 3 1. Underwear – 2:49 2. It’s a Crime – 3:54 3. Busby Berkeley Dreams – 3:36 4. I’m Sorry I Love You – 3:06 5. Acoustic Guitar – 2:37 6. The Death of Ferdinand De Saussure – 3:11 7. Love in the Shadows – 2:54 8. Bitter Tears – 2:51 9. Wi’ Nae Wee Bairn Ye’ll Me Beget – 1:55 10. Yeah! Oh, Yeah! – 2:19 11. Experimental Music Love – 0:29 12. Meaningless – 2:08 13. Love Is Like a Bottle of Gin – 1:46 14. Queen of the Savages – 2:12 15. Blue You – 3:03 16. I Can’t Touch You Anymore – 3:05 17. Two Kinds of People – 1:10 18. How to Say Goodbye – 2:48 19. The Night You Can’t Remember – 2:17 20. For We Are the King of the Boudoir – 1:14 21. Strange Eyes – 2:01 22. Xylophone Track – 2:47 23. Zebra – 2:15 |

## Rezeption
69 Love Songs wurde sehr positiv rezensiert und gilt als Magnum Opus der Band. Besonderes Lob erhielt die musikalische und lyrische Vielfalt.
Die Musikzeitschrift Rolling Stone wählte das Album 2012 auf Platz 465 und 2020 auf Platz 406 der 500 besten Alben aller Zeiten. Es belegt zudem Platz 97 der 100 besten Alben der 1990er Jahre und Platz 35 der 50 besten Konzeptalben.
In der Aufstellung der 500 besten Alben aller Zeiten von New Musical Express erreichte 69 Love Songs Platz 210.
Pitchfork führt es auf Platz 37 der 100 besten Alben des Jahrzehnts.
Das Album belegt Platz 16 in der Auswahl der 300 besten Alben aus dem Zeitraum 1985 bis 2014 von Spin.

„Merritt gelingt auf beeindruckende Weise das ambitionierte Projekt, am Paradigma des Popsongs – dem Liebeslied –
, sowohl alle Stile und Ausdrucksformen der Popmusik aufzurollen als auch darüber hinaus ein paar neue hinzuzufügen.
[…] Das Opus Magnum enthält u. a. ein Duett im Sonny und Cher-Manier („Yeah! Oh Yeah!“), ein Country-Gospel-Stück,
in dem religiöse mit weltlicher Liebe verwechselt wird („Kiss Me Like You Mean It“); die amüsante Geschichte von dem
missglückten Stelldichein eines betrunkenen Matrosen („The Night You Can’t Remember“); ein Kinderlied über das
Rammeln („Let’s Pretend We Are Bunny Rabbits“); einen Lobpreis der erotischen Wirkung von Lingerie („Underwear“);
eine Ode an die Tierliebe („Fido, Your Leash Is Too Long“); aber auch Bestandsaufnahmen romantischen Verlangens
(„Come Back From San Francisco“) und unbarmherzige Analysen unerfüllter Hoffnungen („No One Will Ever Love You“).
[…] Kein anderes Werk der Popgeschichte ist idealer dafür geeignet, sich darin einen ganzen Abend, einen ganzen Tag,
eine ganze Woche oder noch länger zu verlieren. Es ist ein Album für alle, die jemals von der Liebe träumten, verliebt
waren oder verlassen wurden – ein essentielles Album also für jeden und jede.“

„Ursprünglich war 69 Love Songs als eine Song-Revue konzipiert, und so schöpft es aus einer üppigen Dramatis Personae und setzt Charaktere und Perspektiven strategisch ein. Das nutzt das Album, um seinen Blickwinkel zu erweitern, das Kulturphänomen „Liebeslied“ umfassender abzubilden. […]
In den 69 Love Songs finden sich 69 für sich stehende Geschichten. 69 Love Songs ist ein heterogenes Kunstwerk, auf der Rückseite des Booklets sind sie alphabetisch aufgeführt statt in ihrer tatsächlichen Reihenfolge. Damit wird betont: Dies hier sind alles potentielle Singles, man kann sie genauso gut im Shuffle-Modus hören. Doch nimmt man das Album als Gesamtwerk, dann ist es eines über Popkultur, ihre historische Dimension, ihre soziale Rolle und all die Funktionen, die sie einnimmt: Ob in der Einsamkeit, in der sie eine helfende Hand bietet, wenn auch vielleicht nur deshalb, weil sie ein Geschäftsmodell integriert ist („When things go wrong I sing along. It is the nature of the business“), oder ob in den „Promises of Eternity“ ihrer ProtagonistInnen, die Merritt romantisiert und demontiert, ohne
dass dabei ein Widerspruch entstehen würde. Es sind Kulturkritik gewordene Pop-Songs, das Klischee und ihr dialektischer Fixpunkt, ihre Achillesferse und eine Geheimwaffe in einem.“

69 Love Songs wurde in die 1001 Albums You Must Hear Before You Die aufgenommen.